# Wądzynek
Wądzynek – zniesiona osada wsi Wądzyn w Polsce położona w województwie warmińsko-mazurskim, w powiecie ostródzkim, w gminie Dąbrówno. W latach 1975–1998 miejscowość należała administracyjnie do województwa olsztyńskiego.
Nazwa z nadanym identyfikatorem SIMC występuje w zestawieniach archiwalnych TERYT z 1999 roku.

## Historia
W okresie międzywojennym stacjonowała tu placówka Straży Celnej „Wądzynek”.
W 1974 r. jako wybudowanie Wądzynek należał do sołectwa Wądzyn razem z wsią  Wądzyn i PGR Wądzyn. Na Mazurach i na Warmii wybudowaniem nazywano zabudowę poza wsią, (kolonia, osada), wybudowania powstawały po parcelacji i komasacji gruntów wiejskich (chłopi budowali zagrody, siedliska na swoich gruntach, a nie jak wcześniej w zwartej, wiejskiej zabudowie).
Nazwę zniesiono w 2002 r.